# 1956년 하계 올림픽 오스트레일리아 선수단
1956년 하계 올림픽 오스트레일리아 선수단은 오스트레일리아 멜버른과 스웨덴 스톡홀름에서 개최된 1956년 하계 올림픽에 참가한 올림픽 오스트레일리아 선수단이다.

## 종목별 성적

### 다이빙
남자
| 선수 | 세부 종목 | 예선 | 예선 | 결선 | 결선      |
| 선수 | 세부 종목 | 점수 | 순위 | 점수 | 최종 순위 |

## 복싱
| 선수 | 세부 종목 | 32강           | 16강           | 8강            | 준결승         | 결승           | 결승 |
| 선수 | 세부 종목 | 상대 선수 결과 | 상대 선수 결과 | 상대 선수 결과 | 상대 선수 결과 | 상대 선수 결과 | 순위 |

### 수영
남자
| 선수    | 세부 종목   | 예선 | 예선 | 준결선 | 준결선 | 결선 | 결선      |
| 선수    | 세부 종목   | 기록 | 순위 | 기록   | 순위   | 기록 | 최종 순위 |
| 존 데빗 | 100m 자유형 | 57.2 | 3    | 56.4   | 2      | 55.8 | 2         |

## 역도
| 선수 | 세부 종목 | 추상 | 추상 | 인상 | 인상 | 용상 | 용상 | 합계 | 합계 |
| 선수 | 세부 종목 | 기록 | 순위 | 기록 | 순위 | 기록 | 순위 | 기록 | 순위 |

## 육상
| 선수 | 세부 종목 | 1차 예선 | 1차 예선 | 2차 예선 | 2차 예선 | 준결선 | 준결선 | 결선 | 결선 |
| 선수 | 세부 종목 | 기록     | 순위     | 기록     | 순위     | 기록   | 순위   | 기록 | 순위 |

## 참고 자료
- (영어) “Australia at the 1956 Melbourne Summer Games”. SR/Olympic Sports. 2009년 5월 5일에 원본 문서에서 보존된 문서. 2011년 10월 10일에 확인함.
- (영어) “Australia at the 1956 Stockholm Equestrian Games”. SR/Olympic Sports. 2012년 12월 7일에 원본 문서에서 보존된 문서. 2011년 10월 10일에 확인함.